# Caicos del Este

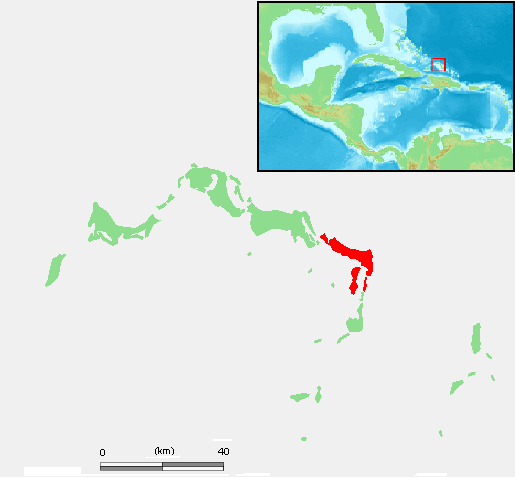
Islas Turcas y Caicos, Caicos Oriental

La isla Caicos del Este (East Caicos) es la cuarta mayor en el territorio británico dependiente de Islas Turcas y Caicos. Pertenece al archipiélago de las Islas Caicos. Hacia el oeste está separada de la isla Caicos del Medio (Middle Caicos) por el Estrecho de Lorimer (Lorimer Creek), un paso angosto que solo puede ser atravesado con pequeñas naves. Hacia el sur se encuentra Caicos del Sur (South Caicos). En 1947 Pieter Verhoog sostuvo que Caicos del Este era Guanahani, la primera isla a la que arribó Cristóbal Colón al llegar a América el 12 de octubre de 1492.
Caicos del Este tiene 90,6 km² con marea alta y 182.0 km² con marea baja. La isla tiene una colina, Flamingo Hill, de 48 metros de altura, el punto más alto de todas las islas que integran Islas Turcas y Caicos.
La isla ha permanecido deshabitada desde comienzos del siglo XX, cuando gran parte de la misma era una plantación de sisal. Las ruinas de la misma aún pueden verse en la zona norte. Caicos del Este pertenece al distrito de Caicos de Sur y del Este (South Caicos and East Caicos).